# 캐서린 은데레바
캐서린 은데레바(Catherine Ndereba, 1972년 7월 31일 ~ )는 케냐의 마라톤 선수이다. 2001년 시카고 마라톤에서 2:18:47의 여자 마라톤 세계기록을 세웠다. 2시간 19분의 장벽을 깬 최초의 여자 선수이다. 그의 세계기록은 후에 폴라 래드클리프가 경신하였다.

## 기록
- 2000년
  - 보스턴 마라톤 우승
  - 시카고 마라톤 우승
- 2001년
  - 보스턴 마라톤 우승
  - 시카고 마라톤 우승(세계기록)
- 2003년
  - 세계 선수권 대회 마라톤 금메달
  - 삿포로 하프마라톤 우승
- 2004년
  - 2004년 아테네 올림픽 마라톤 은메달
  - 보스턴 마라톤 우승
- 2005년
  - 보스턴 마라톤 우승(여자 선수로는 최초로 4번 우승)
  - 세계 선수권 대회 마라톤 은메달